# Boktai: The Sun is in Your Hand
Boktai: The Sun is in Your Hand (2003) är titeln på ett spel utvecklat av det japanska företaget Konami. Spelet har en utmärkande egenskap som särskiljer det från andra spel, spelets händelseförlopp påverkas av den inbyggda ljussensorn vilket gör att användaren rekommenderas att spela omväxlande på dygnets mörka respektive ljusa timmar.